# Ганс Німанн
Ганс Моке Німанн (нар. 20 червня 2003) — американський шаховий гросмейстер і стример Twitch. 22 січня 2021 року ФІДЕ надав йому звання гросмейстера. У липні 2021 року він виграв шаховий турнір World Open у Філадельфії. 1 березня 2019 року Німанн уперше увійшов до списку 100 найкращих юніорів на позиції 88 Станом на вересень 2022 року він є 6-м за рейтингом серед юніорів у світі та 45-м у загальному рейтингу.

## Ранні роки і освіта
Німанн народився в Сан-Франциско, штат Каліфорнія, і має змішане гавайсько — датське походження. Перш ніж переїхати до Нідерландів у віці 7 років, він відвідував початкову школу Top of the World у Лагуна-Біч, Каліфорнія. Під час навчання у школі для обдарованих дітей в Утрехті, Нідерланди, Німанн почав грати в шахи у віці 8 років. Повернувшись до Каліфорнії у віці 10 років, він закінчив початкову школу в початковій школі Дель Рей в Орінда.
Він закінчив Columbia Grammar & Preparatory School, яка відома своєю шаховою культурою, у Нью-Йорку після переїзду туди в 2019 році. Раніше він жив у Вестоні, штат Коннектикут, де навчався у середній школі Вестон.

## Шахова кар'єра
Джон Грефе був одним із тренерів Німана.
Німанн кваліфікувався на національний молодіжний чемпіонат Нідерландів з шахів у 2012 році.
Гравець-самоучка, Німан піднявся з рейтингу Ело приблизно 2450 до 2650 трохи більше ніж за три роки після повернення до США. Німанн вперше взяв участь у рейтинговому турнірі в США в грудні 2012 року. Трохи менше чотирьох місяців потому він брав участь у турнірі SuperNationals V в 2013 у Нешвіллі з рейтингом 2486, набравши 4/7.

### 2014 рік
У березні 2014 року рейтинг Німанна був трохи нижче 2000 у віці 10 років, що дозволило йому отримати запрошення до його першого табору US Chess School у Сент-Луїсі з тренерами Грегом Шахаде та Джоном Бартоломью.
16 грудня 2014 року Німанн став наймолодшим переможцем турніру Tuesday Night Marathon від шахового клубу Інституту механіки, найстарішого шахового клубу в Сполучених Штатах, що принесло йому звання майстра Федераціі шахів США.
Німан брав участь у молодіжному чемпіонаті світу з шахів 2014 року в Дурбані, Південна Африка, у категорії U12, вигравши 6 з 11 партій. Раніше того ж року він програв Анні Ванг на Національному юніорському шаховому конгресі в Ірвайні, що зробило Ван на той час наймолодшим майстром ФІДЕ, побивши 18-річний рекорд.

### 2015 рік
У 2015 році на Національному відкритому турнірі Міжнародного шахового фестивалю в Лас-Вегасі 11-річний Німанн став останньою людиною, яка зіграла рейтингову партію проти гроссмейстера Волтера Брауна, який помер незабаром після участі в турнірі. Браун виграв партію після 35 ходів.

### 2016 рік
Німанн є частиною Всеамериканської шахової команди Федерації шахів США з 2016 року.
Після того, як він став Майстром ФІДЕ на початку 2016 року, він брав участь у 2016 Saint Louis Invitational IM Norm, де Німанн був серед наймолодших гравців і змагався там разом з Каріссою Йіп.
На молодіжному чемпіонаті Північної Америки 2016 року Німанн посів перше місце в категорії U18 і отримав свою першу норму Міжнародного майстра.

### 2017 рік
На 2017 SuperNationals VI Німанн з рейтингом 2412 потрапив на турнір як перший сіяний і посів 1-е місце у своїй категорії K-8.
Вигравши перші шість ігор поспіль, Німан посів третє місце на Олімпіаді U16 2018 у Коньї, Туреччина.

### 2018 рік
У серпні 2018 року Німанн брав участь у Чемпіонаті США серед майстрів 2018 року, заробивши свою другу норму Міжнародного майстра, а також свою першу норму Гросмейстра.
Пізніше в серпні 2018 року Німан отримав свою третю й останню норму Міжнародного майстра на Cambridge IM Norm Invitational  і виконав усі вимоги до звання міжнародного майстра.
У грудні 2018 року він без жодної поразки виграв Національний чемпіонат з бліцу K-12, фінішувавши 12-0. Через три дні він посів перше місце у своєму класі в загальному заліку K-12 Grade Championships , а також перше місце в дуеті зі Шведських шахів , досягнувши абсолютної перемоги.

### 2019 рік
У червні 2019 року Німанн виграв перші ChessKid Games, організовані Chess.com, здобувши 20 перемог поспіль і отримавши кваліфікацію на Чемпіонат зі швидкісних шахів серед юніорів 2020 року.
Німанн виграв бліц-турнір Foxwoods Open 2019 з ідеальним рахунком 10-0. Пізніше на чемпіонаті США серед юніорів 2019 року Німанн, на той час найкращий юніор Коннектикуту, посів 6-е місце.
Під час молодіжного чемпіонату світу 2019 року Німанн посів 1-е місце в перших 8 з 11 раундів на U16 Open з рейтингом результативності майже 2600 , фінішувавши 9-м поміж 78 учасників.
На 2019 Grade Nationals Німанн здобув ідеальну перемогу з рахунком 29–0 , досягнувши 12–0 у чемпіонаті з бліцу, 10–0 у Шведських шаха Duo  і, нарешті, 7–0 в 11th Grade Championship.
У листопаді 2019 року Німанн брав участь у 103-му турнірі памяті Едварда Ласкера, посів перше місце та виконав свою другу норму Гросмейстра.

### 2020 рік
Німанн посів 6-е місце на американському континентальному відборі Чемпіонату світу серед молоді FIDE 2020.
У жовтні 2020 року він досяг своєї третьої й останньої норми гроссмейстера в Шаховому центрі та академії Шарлотти (CCCSA GM Norm Invitational), посівши перше місце. Спочатку його третя норма мала бути досягнута на турнірі GM Berger під час 3-го літнього шахового фестивалю 2020 року в Белграді, який було скасовано через пандемію COVID-19.
У листопаді 2020 року він виграв 75-й щорічний чемпіонат штату Техас, який проходив у Форт-Ворті, штат Техас.
У грудні 2020 року Німанн виграв швидких шахів на VII Міжнародному шаховому фестивалі Sunway Sitges , а потім подолав поріг у 2500 Ело, необхідний для того, щоб стати гросмейстером.

### 2021 рік
У січні 2021 року він посів третє місце на Vergani Cap, що проходив у Бассано-дель-Граппа, Італія. У лютому він виграв і класичний турнір за круговою системою (7/10), і бліц (10½/11) на зимовому шаховому фестивалі « Парачин 2021» у Сербії.
У квітні 2021 року Німанн зявився на першій обкладинці журналу Chess Life, де було розказано історію шляху Німанна до звання гросмейстера. Він багато розповідав про свій шлях до досягнення титулу в подкасті Cover Stories with Chess Life, випущеному разом із номером.
У липні 2021 року Німанн виграв турнір World Open, який проходив у Філадельфії, перемігши на тай-брейках Джона Берка. Також на цьому турнірі Німанн подолав планку 2600, зігравши внічию проти українського гросмейстера Іллі Нижника. Пізніше того ж місяця він виграв Чемпіонат США серед юніорів, організований шаховим клубом Сент-Луїса, що дає йому право брати участь у   Чемпіонаті США з шахів 2022 року.
У серпні 2021 року Німанн посів друге місце (8/9) після гросмайстера Олександра Лендермана (8½/9) на 121-му Відкритому чемпіонаті США з шахів у Черрі-Гілл, Нью-Джерсі.
На великому швейцарському турнірі FIDE 2021, який відбувся в Латвії в жовтні та листопаді 2021 року, Німанн посів 52 місце зі 108 гравців.

### 2022 рік
У березні 2022 року на класичному контролі часу Німанн увірвався в топ-100 шахістів, посівши 98-е місце. Він також був 12-м американцем у рейтингу.
У FTX Crypto Cup Німан і його опонент Ян-Кшиштоф Дуда зіткнулися з технологічними проблемами, пов’язаними з ноутбуком, яким Дуда користувався під час першого раунду. Пізніше Німанн переміг чорними фігурами у партії другого раунду проти чинного чемпіона світу Магнуса Карлсена. В інтерв’ю після гри після перемоги над Карлсеном Німанн сказав: «Шахи говорять самі за себе», перш ніж піти. Німанн не виграв жодного матчу в турнірі FTX Crypto і фінішував останнім із восьми.

### Шахова ліга PRO
Німан бере участь у Шаховій Лізі PRO з 2017 року, змагаючись за Las Vegas Desert Rats (2017), Saint Louis Arch Bishops (2019, команда-переможець) і Norway Gnomes (2020).

### Звинувачення в шахрайстві

#### Інцидент на Кубку Сінкфілда
У третьому раунді Кубка Сінкфілда 2022 Німанн знову переміг Карлсена чорними фігурами, зігравши Захист Німцовича. Завдяки цій перемозі рейтинг Німана вперше перевищив 2700. Наступного дня Карлсен відмовився від участі в Кубку, оголосивши про своє рішення в загадковому твіті, який містив відео португальського футбольного менеджера Жозе Моурінью, який сказав: «Якщо я заговорю, то матиму великі проблеми, а я не бажаю великих проблем". Хоча сам Карлсен не висував прямих претензій, його твіт разом із посиленими заходами безпеки на турнірі наступного дня після його поразки означав, що Німанн звинувачувався в шахрайстві over the board, звинувачення, яке Німанн і кілька коментаторів заперечували. Німанн не виграв жодної гри на турнірі Sinquefield Cup і посів сьоме місце з десяти.
Німан знову зіткнувся з Карлсеном у довгоочікуваній грі під час Julius Baer Generation Cup. Карлсен відмовився від партії після першого ходу, що ще більше розпалило суперечку. Це було охарактеризовано як найсерйозніша суперечка про шахрайство в міжнародних шахах після інциденту Toiletgate під час Чемпіонату світу з шахів у 2006 році. Багато шахістів і громадських діячів прокоментували суперечку, від колишнього чемпіона світу Гаррі Каспарова до бізнес-магната Ілона Маска.
26 вересня Карлсен звинуватив Німана в шахрайстві в заяві, опублікованій у Twitter. Карлсен підтвердив, що розглядав можливість відмови від участі в Кубку Сінкфілда через те, що Німанн був включений в останню хвилину. Карлсен заявив, що, на його думку, Німанн шахраював частіше і останнім часом, ніж він публічно визнавав, і що поведінка Німанна під час їхньої гри на Кубку Сінкфілда переконала його відмовитися від участі в турнірі. Він заявив, що він обмежений у тому, що він може говорити відкрито без «явного дозволу Німанна», і що він не буде грати з Німанном у шахи в майбутньому.

#### Відповіді та аналіз
Виконавчий директор шахового клубу Сент-Луїса Тоні Річ сказав у заяві: «Рішення гравця вийти з турніру є особистим рішенням, і ми поважаємо вибір Магнуса». Пізніше Річ уточнив, що офіційної письмової скарги не було подано. Головний арбітр Кріс Берд опублікував заяву, в якій підтвердив, що під час турніру не було «жодних ознак того, що будь-який гравець грав нечесно». У заяві Берда не йдеться про причину застосування додаткових заходів безпеки після відходу Магнуса.
Гроссмейстер Хікару Накамура звинуватив Німанна в тому, що він раніше був відсторонений від Chess.com, найпопулярнішої у світі шахової платформи, за шахрайство в онлайн-турнірах. Пізніше Німанн зізнався в інтерв’ю після гри, що шахраював в онлайн-іграх, коли йому було 12 і 16 років, але рішуче заперечував, що коли-небудь шахраював у настільній грі. Німанн розповів, що Chess.com знову відсторонив його від сайту та їхніх подій у світлі суперечки. Головний шаховий директор Chess.com Даніель Ренш підтвердив у своїй заяві в Twitter, що Німан залишиться відстороненим до пояснення його минулого шахрайства на платформі.
Статистичний аналіз ігор Німанна з 2020 року, включно з грою на Кубку Сінкфілда між Карлсеном і Німанном, проведений експертом із боротьби з шахрайством Кеном Ріганом , не виявив доказів шахрайства.
У жовтні 2022 року Chess.com опублікував звіт, у якому говориться, що він, ймовірно, шахраював в Інтернеті понад 100 разів, деякі з випадків були нещодавно у 2020 році, у віці 17 років 

## Стримерська кар'єра
Niemann вперше почав час від часу стримити влітку 2018 року. Навесні 2019 року він почав стрімити більш регулярно . Після помірного зростання його кількість глядачів різко зросла на початку 2020 року під час пандемії COVID-19. Завдяки трансляції шахів майже щодня аудиторія Німанна зросла більш ніж у десять разів, що збіглося із загальним бумом категорії шахів на Twitch.

## Особисте життя
Під час відвідування шахової школи США з колегою-стрімером і гросмайстером Ендрю Тангом Німанн проходив навчання у гросмайстерів Джошуа Фріделя, Бена Файнеголда та Джейкоба Агаарда.
Німанн сказав, що, перебуваючи в Нідерландах, він брав участь у велосипедних змаганнях та був одним із найкращих велосипедистів у своїй віковій групі.